# Dobrna
Dobrna je naselje, ki leži v Dobrnskem podolju na južnem vznožju Paškega Kozjaka ob sotočju Topliškega potoka in Dobrnice v Občini Dobrna. Kraj leži v zavetrni legi in ima milo klimo (srednja julijska temperatura 18,6 °C). V naselju in okolici prevladujeta kmetijska dejavnost in turizem.
Kraj je poznan predvsem po Zdravilišču Dobrna,ki stoji ob Topliškem potoku. Toplice se prvič omenjajo leta 1403, zdravilišče 1582, prva zdraviliška stavba je bila postavljena 1624. S kopelmi zdravijo ženske bolezni, bolezni srca, jeter in živcev. Raziskave po drugi svetovni vojni so omogočile novo zajetje termalne vode na globini 490–525 m. Stari pretok se je povečal iz prejšnih 8 l/s na 15 l/s s temperaturo do 36 °C, kar je omogočilo, da se je začelo zdravilišče po letu 1962 posodabljati in večati.

## Prebivalstvo
Etnična sestava 1991:
- Slovenci: 569 (94 %)
- Muslimani: 8 (1,3 %)
- Hrvati: 6 (1 %)
- Albanci: 5
- Črnogorci: 3
- Srbi: 3
- Ostali: 3
- Neznano: 8 (1,3 %)